# Décès en 1948
Décès
- 1944
- 1945
- 1946
- 1947
- 1948
- 1949
- 1950
- 1951
- 1952

Cet article présente une liste de personnalités mortes au cours de l'année 1948.

Les mois de l'année font également l'objet de listes spécifiques :

## Décès par mois

### Inconnu
- Robert-Henri Blot, peintre paysagiste français (° 2 mai 1881).
- Antonin Bourbon, peintre français (° 1867).
- Émile Boyer, peintre paysagiste français (° 30 juin 1877).
- Matilde Brandau, juriste chilienne (° décembre 1879).
- Marie-Marguerite Bricka, peintre de paysages française (° 1894).
- Jean-Raoul Chaurand-Naurac, peintre, illustrateur et affichiste français (° 1878).
- Pierre-Émile Cornillier, peintre et écrivain français (° 21 juin 1862).
- Fleury Joseph Crépin, peintre d'art brut français (° 1875).
- Edith Hayllar, peintre britannique (° 1860).
- Hédi Khayachi, peintre tunisien (° 1882).
- Bernat Lassaleta, footballeur et ingénieur industriel espagnol (° 1882).
- Esther Moyal, journaliste, écrivaine et militante des droits des femmes (° 1874).
- André Moufflet, grammairien et critique littéraire français (° 1883).
- Lev Okhotine, militant fasciste russe (° 9 janvier 1911)
- Ștefan Popescu, peintre, dessinateur et graveur roumain (° 20 janvier 1872).

### Janvier
- 1er janvier : Hermann Zilcher, pianiste et pédagogue musical allemand (° 18 août 1881).
- 2 janvier : Henri Caruchet, peintre, aquarelliste, illustrateur et poète français (° 4 décembre 1873).
- 3 janvier : Klaus Richter, peintre et écrivain allemand
- 8 janvier :
  - Edward Stanley Kellogg, homme politique américain (° 20 août 1870).
  - Kurt Schwitters, peintre, sculpteur et poète allemand (° 20 juin 1887).
- 9 janvier :
  - Rudolf Henčl, dirigeant tchécoslovaque de football (° 1896).
  - Oskar Jascha, compositeur et chef d'orchestre autrichien (° 4 juin 1881).
- 19 janvier : Tony Garnier, architecte et urbaniste français (° 13 août 1869).
- 21 janvier : Ermanno Wolf-Ferrari, compositeur italien (° 12 janvier 1876).
- 23 janvier : Dragutin Vrđuka, footballeur serbe puis yougoslave (° 3 avril 1895).
- 24 janvier : Bill Cody, acteur américain (° 5 janvier 1891).
- 26 janvier : Thomas Theodor Heine, peintre, dessinateur et écrivain allemand (° 28 février 1867).
- 28 janvier : Aurelia Reinhardt, éducatrice américaine, activiste, présidente du Mills College (° 1er avril 1877).

- 30 janvier :

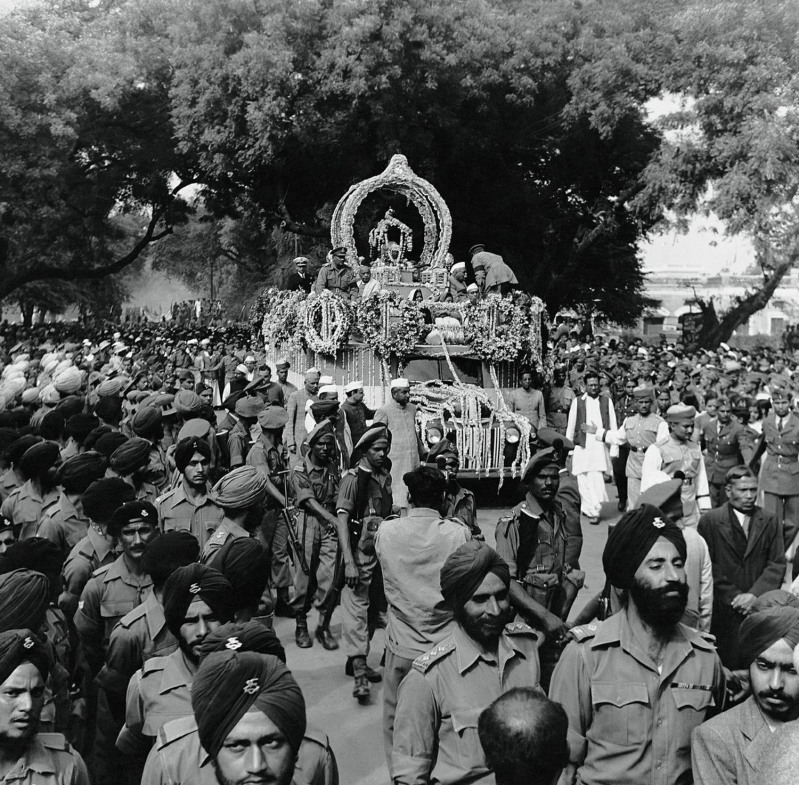
Funérailles de Gandhi.

  - Gandhi, (assassiné) à Delhi, philosophe et homme politique indien important du mouvement pour l'indépendance de l'Inde (° 2 octobre 1869).
  - Orville Wright, pionnier américain de l'aviation (° 19 août 1871).

### Février
- 2 février :
  - Paul Audra, peintre français (° 25 juillet 1869).
  - Thomas W. Lamont, banquier américain (° 30 septembre 1870).
- 6 février : Henri de Nolhac, peintre et illustrateur français (° 5 novembre 1884).
- 7 février : André Utter, peintre français (° 20 mars 1886).
- 10 février : Frank Brownlee, acteur américain (° 11 octobre 1874).
- 11 février : Sergueï Eisenstein, réalisateur soviétique (° 23 janvier 1898).
- 14 février : Joseph Van Daele, coureur cycliste belge (° 16 décembre 1889).
- 15 février : Subhadra Kumari Chauhan, militante et poétesse indienne (° 16 août 1904).
- 20 février : Eugène Tirvert, peintre français (° 19 novembre 1881).
- 21 février : Frederic Lamond, pianiste et compositeur écossais (° 28 janvier 1868).
- 24 février : Franz Stock, prêtre catholique allemand (° 21 septembre 1904).

### Mars
- 1er mars : Louis Bate, peintre, aquarelliste, dessinateur et sculpteur français (° 10 octobre 1898).
- 4 mars : Antonin Artaud, dramaturge, poète et comédien français (° 4 septembre 1896).
- 12 mars : Alfred Lacroix, minéralogiste et géologue français (° 4 février 1863).
- 14 mars : Lauri Malmberg, militaire finlandais (° 8 mai 1888).
- 23 mars : Eddy Chandler, acteur américain (° 12 mars 1894).
- 24 mars : Sigrid Hjertén, peintre moderniste suédoise (° 27 octobre 1885).
- 29 mars : Wilfred Noy, acteur, scénariste, réalisateur et producteur britannique (° 24 décembre 1883)

### Avril
- 2 avril : Biagio Biagetti, peintre et restaurateur d'art italien (° 21 juillet 1877).
- 5 avril : Willard Robertson, acteur américain (° 1er janvier 1886).
- 23  avril : Georges Dantu, peintre français (° 10 avril 1867).
- 24 avril : Manuel María Ponce, compositeur mexicain (° 8 décembre 1882).
- 29 avril : Luc-Albert Moreau, peintre, graveur, lithographe et illustrateur français (° 9 décembre 1882).

### Mai
- 1er mai : David Šterenberg, peintre, graphiste et photographe russe puis soviétique (° 26 juillet 1881).
- 3 mai : Louis Jourdan, peintre français (° 7 mars 1872).
- 4 mai : Arsène Millocheau, coureur cycliste français (° 21 janvier 1867).
- 15 mai : André Dauchez, peintre, dessinateur et illustrateur français (° 17 mai 1870).
- 17 mai : Louis Randavel, peintre et dessinateur orientaliste français (° 18 novembre 1869).
- 19 mai : Maximilian Lenz, peintre, graphiste et sculpteur autrichien (° 4 octobre 1860).
- 24 mai :
  - Étienne Cournault, peintre, graveur et décorateur français (° 15 mars 1891).
  - Jacques Feyder, cinéaste français d'origine belge (° 21 juillet 1885).
- 25 mai : Jacques Koziebrodzki, peintre et sculpteur français d'origine polonaise (° 25 septembre 1887).
- 30 mai : Sidney D'Albrook, acteur américain (° 3 mai 1886).

### Juin
- 6 juin : Louis Lumière, français, inventeur du cinématographe (° 5 octobre 1864).
- 7 juin :
  - Georges Hüe, compositeur français (° 6 mai 1858).
  - Friedrich Zundel, peintre, architecte et mécène allemand (° 13 octobre 1875).
- 8 juin : Shunsuke Matsumoto, peintre japonais (° 19 avril 1912).
- 10 juin : Edmond Lachenal, céramiste, peintre et sculpteur français (° 3 juin 1855).
- 12 juin : Edmond Barbarroux, peintre français (° 5 juillet 1882).
- 13 juin :
  - Osamu Dazai, écrivain japonais (° 19 juin 1909).
  - Pascual Marquina Narro, compositeur et chef d'orchestre espagnol (° 16 mai 1873).
- 16 juin : Richard Depoorter, coureur cycliste belge (° 29 avril 1915).
- 17 juin :
  - Arturo Bresciani, coureur cycliste italien (° 25 juin 1899).
  - Changampuzha Krishna Pillai, poète indien (° 11 octobre 1911).
- 19 juin : Warner Richmond, acteur américain (° 11 janvier 1886).
- 25 juin : Ernest Biéler, peintre suisse (° 31 juillet 1863).
- 28 juin : Alice Dannenberg, peintre française d'origine russe (° 4 avril 1861).

### Juillet
- 5 juillet : Georges Bernanos, écrivain et dramaturge français (° 20 février 1888).
- 9 juillet :
  - James Baskett, acteur afro-américain (° 16 février 1904).
  - Georges Albert Tresch, peintre et militaire français (° 5 août 1881).
- 11 juillet :
  - King Baggot, acteur, réalisateur et scénariste américain (° 7 novembre 1874).
  - Franz Weidenreich, anatomiste et paléo-anthropologue allemand (° 7 juin 1873).
- 12 juillet : Telmo Carbajo, footballeur puis entraîneur péruvien (° 14 avril 1889).
- 14 juillet : Jacob Niessner, criminel nazi (° 19 janvier 1908).
- 15 juillet : John Pershing, militaire américain (° 13 septembre 1860).
- 23 juillet : D.W. Griffith, producteur et réalisateur américain (° 22 janvier 1875).
- 25 juillet : Otto Gustav Carlsund, peintre suédois (° 11 décembre 1897).

### Août
- 4 août : Mileva Einstein, épouse d'Albert Einstein (° 19 décembre 1875).
- 7 août : Charles Bryant, réalisateur et acteur britannique (° 8 janvier 1879).
- 10 août : Jean-Bernard Descomps, peintre et sculpteur français (° 14 mai 1872).
- 13 août : Edwin Maxwell, acteur irlandais (° 9 février 1886).
- 15 août : Léon Sasportas, médecin et ethnologue français (° 21 janvier 1886).
- 16 août : Babe Ruth, joueur de baseball américain (° 6 février 1895).
- 20 août : Edwin Ganz, peintre belge d'origine suisse (° 3 octobre 1871).
- 25 août : Marie-Thérèse Amirian, compositrice et chanteuse française († 12 mars 1879).
- 27 août : Oscar Lorenzo Fernández, compositeur brésilien d'origine espagnole (° 4 novembre 1897).
- 28 août : Alexandre Chevtchenko, peintre et sculpteur russe puis soviétique (° 24 mai 1882).
- 30 août : Fernand Maillaud, peintre et illustrateur français (° 12 décembre 1862).
- 31 août : Andreï Jdanov, homme politique russe puis soviétique (° 16 février 1896).

### Septembre
- 1er septembre :
  - Frank Hall Crane, acteur, réalisateur et scénariste américain (° 1er janvier 1873).
  - Feng Yuxiang, militaire chinois (° 6 novembre 1882).
  - Jacqueline Gaussen Salmon, peintre française (° 1er mai 1906).
- 3 septembre : Edvard Beneš, homme politique tchécoslovaque (° 28 mai 1884).
- 6 septembre : Paul-Élie Gernez, peintre, aquarelliste, graveur et illustrateur français (° 27 janvier 1888).
- 10 septembre :
  - Eugène Loup, peintre français (° 1er février 1867).
  - Wang Yitang, chef militaire et homme politique chinois (° 17 octobre 1877).
- 11 septembre : 
  - Muhammad Ali Jinnah, avocat et homme politique Pakistanais (° 25 décembre 1876)
  - Jean-Pierre Muller, coureur cycliste luxembourgeois (° 23 mars 1910).
- 18 septembre : Tin Tut,  homme politique birman (° 1er février 1895).
- 25 septembre :
  - Alexis Arapoff, peintre russe, soviétique puis américain (° 6 décembre 1904).
  - Antun Bonačić, footballeur yougoslave (° 12 juin 1905).
  - Josef Hofbauer, écrivain et journaliste allemand (° 20 janvier 1886).
- 26 septembre : Dušan Zinaja, skieur, joueur et entraîneur de football yougoslave (° 23 octobre 1893).
- 27 septembre : Frank Cellier, acteur anglais (° 23 février 1884).
- 30 septembre : André-Charles Coppier, peintre, graveur, médailliste et écrivain français (° 17 novembre 1866).

### Octobre
- 1er octobre : Phraya Manopakorn Nititada, 1er Premier ministre de Thaïlande (° 15 juin 1854).
- 4 octobre : Edmond Defonte, peintre français (° 9 mai 1862).
- 10 octobre : Siegmund von Hausegger, compositeur et chef d'orchestre autrichien (° 16 août 1872).
- 13 octobre : Ulisse Caputo, peintre italien (° 5 novembre 1872).
- 23 octobre : Émile Boizot, graveur sur bois et peintre français (° 31 mars 1876).
- 24 octobre : Virgil Rainer, sculpteur autrichien (° 27 novembre 1871).
- 27 octobre : Charles-Gaston Levadé, compositeur français (° 3 janvier 1869).
- 30 octobre : William Burress, acteur américain (° 19 août 1867).

### Novembre
- 10 novembre : Alexis de Broca, peintre et dessinateur français (° 3 septembre 1868).
- 23 novembre :
  - Joseph-Paul Alizard, peintre, graveur et dessinateur français (° 12 août 1867).
  - Uzeyir Hajibeyov, compositeur, chef d'orchestre, scientifique, producteur, professeur et traducteur azéri (° 18 septembre 1885).
- 24 novembre : Raoul Koczalski, pianiste polonais (° 3 janvier 1884).
- 25 novembre : Charles D. Brown, acteur américain (° 1er juillet 1887).
- 30 novembre : George Bowyer, homme politique britannique (° 16 janvier 1886).

### Décembre
- 3 décembre : Étienne Buffet, peintre français (° 5 juin 1866).
- 6 décembre : 
  - Louis Pastour, peintre et poète français (° 26 juin 1876).
  - George Beardoe Grundy, historien britannique (° 10 janvier 1861).
- 8 décembre :
  - Henri Calvet,  peintre et sculpteur français (° 21 juin 1877).
  - Matthew Charlton, homme politique britannique puis australien (° 15 mars 1866).
  - Alice Kaub-Casalonga, peintre française (° 12 mars 1875).
- 14 décembre : Reginald Owen Morris, compositeur britannique (° 3 mars 1886).
- 15 décembre : Denis Henri Ponchon, peintre français (° 9 août 1879).
- 18 décembre : William Edge, homme politique britannique (° 21 novembre 1880).
- 19 décembre : Ernest Tossier, footballeur international français (° 20 juin 1888).
- 20 décembre : Charles Aubrey Smith, acteur et joueur de cricket international britannique (° 21 juillet 1863).
- 21 décembre : Władysław Witwicki, psychologue, philosophe, traducteur, historien (de la philosophie et de l'art) et artiste polonais (° 30 avril 1878).
- 22 décembre : Louis Reguin, peintre et graveur suisse (° 29 juin 1872).
- 24 décembre : Eille Norwood, acteur britannique (° 11 octobre 1861).
- 26 décembre : Pierre Girieud, peintre français (° 17 juin 1876).
- 28 décembre : Mohammad Charif Pacha, homme politique égyptien (° 1888).